# Giresta församling
Giresta församling var en församling i Uppsala stift och i Enköpings kommun i Uppsala län. Församlingen uppgick 2010 i Lagunda församling.

## Administrativ historik
Församlingen har medeltida ursprung. 
Församlingen utgjorde under medeltiden ett eget pastorat för att därefter till 13 februari 1948 vara moderförsamling i pastoratet Giresta och Gryta som från 1946 även omfattade Fröslunda församling. Från 13 februari 1948 till 2010 var församlingen annexförsamling i Gryta pastorat. Församlingen uppgick 2010 i Lagunda församling.

## Kyrkor
- Giresta kyrka